# Gaines, Michigan
Gaines är ett municipalsamhälle (village) i Genesee County i Michigan i USA. Vid 2020 års folkräkning hade Gaines 377 invånare.